# Кашиноти Корона (Новара)
Кашиноти Корона је насеље у Италији у округу Новара, региону Пијемонт.
Према процени из 2011. у насељу је живело 46 становника. Насеље се налази на надморској висини од 118 м.